# Carlo Azeglio Ciampi
Carlo Azeglio Ciampi (ur. 9 grudnia 1920 w Livorno, zm. 16 września 2016 w Rzymie) – włoski bankowiec i polityk. W latach 1979–1993 prezes Banku Włoch, w latach 1993–1994 premier, od 1996 do 1999 minister odpowiadający za sprawy skarbu, budżetu i planowania gospodarczego, w latach 1999–2006 prezydent Republiki Włoskiej.

## Życiorys
W 1941 uzyskał dyplom z literatury w Scuola Normale di Pisa, następnie w 1946 ukończył studia prawnicze na Uniwersytecie w Pizie. W tym samym roku zaczął pracować w Banku Włoch, z którym zawodowo był związany przez 47 lat. W 1960 wszedł w skład administracji centralnej, w 1970 objął stanowisko dyrektora ds. administracji. W 1973 został sekretarzem generalnym, a w 1976 wicedyrektorem włoskiego banku centralnego. W 1978 powołano go na stanowisko dyrektora Banku Włoch. Rok później został gubernatorem banku i prezesem włoskiego urzędu Ufficio Italiano Cambi, które to funkcje pełnił nieprzerwanie do 1993.
W kwietniu tego samego roku został premierem włoskiego rządu. Gabinet ten miał charakter techniczny, a jego urzędowanie przypadło na czas ujawniania szeregu afer korupcyjnych (tzw. Tangentopoli) i upadku dotychczasowych ugrupowań. Zaplecze rządu stanowiły partie chadeków, socjalistów, socjaldemokratów i liberałów. W tym samym rządzie pełnił obowiązki ministra turystyki. Z urzędu premiera ustąpił w maju 1994 po wygranych przez koalicję Silvia Berlusconiego wyborach parlamentarnych.
W maju 1996 został powołany na stanowiska ministra skarbu oraz ministra budżetu i planowania gospodarczego w rządzie Romana Prodiego, z których następnie powstał jeden resort. Pozostał na funkcji ministra również w utworzonym przez centrolewicę w październiku 1998 gabinecie Massima D’Alemy.
18 maja 1999 po wyborze dokonanym przez włoski parlament rozpoczął urzędowanie jako dziesiąty w historii prezydent Włoch. W 2000 (przy wsparciu papieża Jana Pawła II) ułaskawił Mehmeta Alego Ağcę. 10 lutego 2006 oficjalnie otworzył Zimowe Igrzyska Olimpijskie w Turynie. 15 maja tego samego roku jako były prezydent Włoch został dożywotnim członkiem Senatu, w którym zasiadał do czasu swojej śmierci.
19 września 2016 został pochowany w swoim rodzinnym mieście.

## Odznaczenia i wyróżnienia
Włoskie
- Wielki Mistrz Orderu Zasługi Republiki Włoskiej – ex officio (1999–2006)
- Wielki Mistrz Orderu Wojskowego Włoch – ex officio (1999–2006)
- Wielki Mistrz Orderu Zasługi za Pracę – ex officio (1999–2006)
- Wielki Mistrz Orderu Gwiazdy Solidarności Włoskiej – ex officio (1999–2006)
- Wielki Mistrz Orderu Vittorio Veneto – ex officio (1999–2006)
- Wielki Krzyż Orderu Zasługi Republiki Włoskiej – 1982

Zagraniczne
- Baliw Wielkiego Krzyża Honoru i Dewocji – Zakon Maltański
- Złoty Łańcuch Orderu Piusa IX – Watykan
- Komandor Orderu Legii Honorowej – 1985, Francja
- Krzyż Wielki Orderu Zasługi RFN – 1986, Niemcy
- Wielka Wstęga Orderu Wschodzącego Słońca – 1993 Japonia
- Krzyż Wielki Narodowego Orderu Krzyża Południa – 1997, Brazylia[8]
- Wielki Łańcuch Orderu Białej Róży – 1999, Finlandia
- Honorowy Wielki Rycerz Orderu Łaźni – 2000, Wielka Brytania[9]
- Order Orła Białego – 2000, Polska[10]
- Wielki Łańcuch Narodowego Orderu Krzyża Południa – 2000, Brazylia[11]
- Krzyż Wielki Orderu św. Olafa – 2001, Norwegia
- Wielki Order Króla Tomisława – 2001, Chorwacja[12]
- Wielka Gwiazda Odznaki Honorowej za Zasługi dla Republiki Austrii – 2002, Austria
- Order Podwójnego Białego Krzyża I klasy – 2002, Słowacja[13]
- Wielki Łańcuch Orderu Infanta Henryka – 2002, Portugalia[14]
- Krzyż Wielki z Łańcuchem i Złotopromienną Gwiazdą Orderu Zasługi – 2002, Węgry
- Wielki Łańcuch Orderu Pro Merito Melitensi – 2002, Zakon Maltański
- Łańcuch Orderu Gwiazdy Rumunii – 2003, Rumunia
- Order Wolności – 2004, Kosowo[15]
- Krzyż Wielki z Łańcuchem Orderu Krzyża Ziemi Maryjnej – 2004, Estonia
- Komandor Krzyża Wielkiego z Łańcuchem Orderu Trzech Gwiazd – 2004, Łotwa
- Krzyż Wielki Orderu Świętego Karola – 2005, Monako[16]
- Xirka Ġieħ ir-Repubblika – 2005, Malta

Wyróżnienia
Wyróżniony doktoratami honoris causa różnych uczelni, m.in. University of Oxford (2005). W tym samym roku otrzymał Nagrodę Karola Wielkiego.